# بيير أنجيلو
بيير أنجيلو (بالإسبانية: Pierre Angelo)‏ هو ممثل مكسيكي، ولد في 24 سبتمبر 1972 بمدينة مكسيكو في المكسيك.

## وصلات خارجية
- بيير أنجيلو على موقع IMDb (الإنجليزية)
- بيير أنجيلو على موقع قاعدة بيانات الفيلم (الإنجليزية)